# Seirocastnia bifasciata
Seirocastnia bifasciata är en fjärilsart som beskrevs av Erich Martin Hering och Hopp 1925. Seirocastnia bifasciata ingår i släktet Seirocastnia och familjen nattflyn. Inga underarter finns listade.